# Henry G. Thode
Henry George Thode, genannt Harry Thode, (* 10. September 1910 in Dundurn, Saskatchewan; † 22. März 1997 in Dundas) war ein kanadischer Geochemiker und Kernchemiker. 
Thode stammte aus einer Familie von Farmern in Saskatchewan, studierte an der University of Saskatchewan mit dem Bachelor-Abschluss 1930 und dem Master-Abschluss 1932 und wurde 1934 an der University of Chicago in Physikalischer Chemie promoviert. Danach war er an der Columbia University, war zwei Jahre Forschungschemiker bei der US Rubber Company in Passiac in New Jersey und war ab 1939 an der McMaster University als Associate Professor für Chemie mit einer vollen Professur ab 1944. Im Jahr 1948 wurde er Leiter der Abteilung Chemie, 1949 Prinzipal des neu gegründeten Hamilton College (das bis 1957 bestand und für Naturwissenschaften an der ursprünglich baptistischen Universität gegründet wurde) und 1957 Vizepräsident der Universität. 1961 bis 1972 war er Vizekanzler und Präsident der McMaster University.
Seine Rolle als Pionier der Kernchemie begann Mitte der 1930er Jahre (als enger Kollege von Harold Urey an der Columbia University), Ab 1943 nahm er am Atomenergieprojekt des National Research Council von Kanada in Montreal teil. Dafür baute er das erste Massenspektrometer in Kanada und benutzte diesen für Isotopenanalyse. Außerdem befasste er sich mit Kernspaltung und Isotopenchemie, auch mit Anwendung von Radioisotopen in der Medizin. In Zusammenarbeit mit Charles Jaimet von der McGregor Klinik führte das zu einem Test mit radioaktivem Jod zur Messung der Aktivität der Schilddrüse. Dank seiner Bemühung erhielt die McMaster University 1957 einen Atomreaktor, dessen Bau er leitete. Es war der erste Reaktor an einer Universität des British Commonwealth.
Er war einer von nur zwei kanadischen Wissenschaftlern, die die Mondgestein Proben der Apollo-Mission untersuchten.
1980 erhielt er die Arthur L. Day Medal. Er war Fellow der Royal Society (1954) und der Royal Society of Canada, deren Präsident er war. Er war MBE und einer der ersten Empfänger des Companion of the Order of Canada (1967). Eine Bibliothek an der McMaster University ist nach ihm benannt. 1989 erhielt er den Order of Ontario. Er war Präsident des Chemical Institute of Canada.